# FC Barcelone (rugby à XV)
Pour les articles homonymes, voir FC Barcelone.
Maillots
Actualités
Dernière mise à jour : 20 juin 2024.
La section rugby à XV est l'une des sections du club omnisports du Futbol Club Barcelona. Elle pratique le rugby à XV sur le terrain du Ciutat Esportiva Municipal Vall d'Hebrón-Teixonera.

## Historique
La section de rugby à XV du FC Barcelone fut créé officiellement le 21 novembre 1924, œuvre des dirigeants Massana et Cusell, bien que déjà au début du siècle, avec Baltasar Albèniz comme initiateur, des socios du club avaient disputé des parties au nom du club. 
Le 23 novembre 1949, les Barcelonais, champions de Catalogne et célébrant leur 25 ans d'existence, s'inclinent en match amical face au Castres olympique, champion de France en titre (13-8).
Avant la Guerre civile espagnole, le club avait remporté trois championnats d'Espagne et sept de Catalogne. Pendant les décennies 40 et 50 le club fut le meilleur représentant espagnol, remportant 10 championnats d'Espagne et les deux premières ligues espagnoles, en 1953 et 1954.
Dans les années 1960 le club diminua le soutien à la section du rugby, qui se vit reléguer à un niveau secondaire dans le panorama du rugby aussi bien au niveau catalan qu'espagnol.

## Palmarès
- Vainqueur de la Supercoupe d'Espagne (1) : 1983
- Vainqueur de la Ligue espagnole (2) : 1953 et 1954
- Vainqueur de la Coupe du Roi (16) : 1926, 1930, 1932, 1942, 1944, 1945, 1946, 1950, 1951, 1952, 1953, 1955, 1956, 1965, 1983 et 1985
- Vainqueur de la Coupe des Pyrénées (1) : 1967
- Vainqueur de la Coupe Ibérique (1) : 1970

## Joueurs célèbres

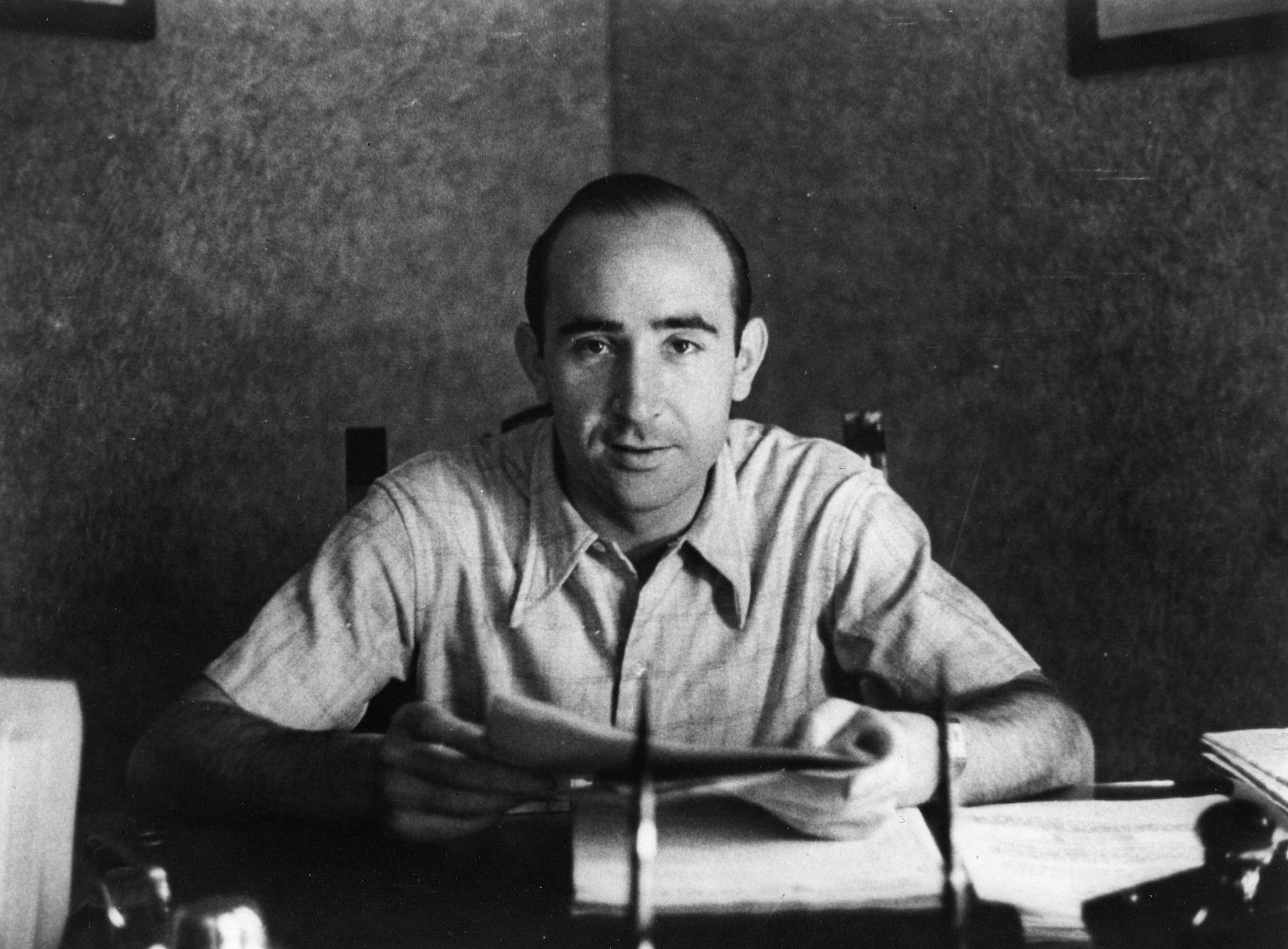
Josep Miret i Musté, assassiné dans le camp nazi de Mauthausen.

- Seconde Guerre mondiale : les frères résistants Conrad Miret i Musté assassiné à la prison de la Santé à Paris, et Josep Miret i Musté, exécuté au camp de concentration de Mauthausen, en Autriche[2].
- Avant 1960: Antoni Altisench, Francesc Sardà, Gregori Tarramera, Miquel Puigdevall, Eduard Ruiz, Josep Ruiz, Miquel Ruiz, Miquel Blanquet, Martí Corominas, Jordi Juan, A. Gabriel Rocabert, Adrià Rodó, Ramon Rabassa, Lluís Cabot.
- Entre 1960 et 1975: Joan Recasens, Joan Blanch, Josep Blanch, Santos Aguarón, Jordi Martínez Picornell.
- Entre 1975 et 1999: Armand Aixut, Enric Font, Manuel Moriche, Cardona, Adrià Rodó, Francesc Baiget, Enric Lobo, Sergi Longhney.
- Depuis 2000: Rafel Vela, Paco Peña, Voma Hernandez, Cani Lopez, Gilles Gabi, Robert Muní, Cristian Carci, Gorka Etxebarria, Camille Riu, Martin Aceña, Maxime Troquereau, Gael Chancho,
- Meilleur joueur de l'Histoire du club: le Prince (1999-2012)
- Entraineur emblématique: DJ Carlos (depuis 1979)